# (99949) Miepgies
(99949) Miepgies (provisorische Bezeichnung 1972 FD) ist ein Hauptgürtel-Asteroid, der am 16. März 1972 von dem Astronomen Tom Gehrels am Palomar-Observatorium entdeckt wurde.
Der Asteroid wurde im Jahre 2009 nach der Niederländerin Miep Gies benannt, die im selben Jahr ihren 100. Geburtstag feierte. Miep Gies half Anne Frank, ihrer Familie sowie der Familie van Pels und Fritz Pfeffer, während des Zweiten Weltkriegs unterzutauchen, und rettete nach deren Deportation das Tagebuch der Anne Frank. Auch nach Anne Frank ist ein Asteroid benannt, nämlich (5535) Annefrank.